# Воиновка (Башкортостан)
Воиновка (баш. Войновка) — деревня в Гафурийском районе Республики Башкортостан Российской Федерации. Входит в состав Белоозерского сельсовета. 

## География

### Географическое положение
Расстояние до:
- районного центра (Красноусольский): 28 км,
- центра сельсовета (Белое Озеро): 6 км,
- ближайшей ж/д станции (Белое Озеро): 6 км.

## Население
| 2002 | 2009 | 2010 |
| ---- | ---- | ---- |
| 130  | ↗150 | ↘108 |

Согласно переписи 2002 года, преобладающая национальность — русские (39 %).